# نزار الرشدان
نزار الرشدان (عربی: نزار الرشدان؛ زادهٔ ۲۳ مارس ۱۹۹۹) بازیکن فوتبال اهل اردن است.
وی همچنین در تیم ملی فوتبال اردن بازی کرده‌است.